# Atletisme als Jocs Olímpics d'Estiu de 1896 - Marató homes

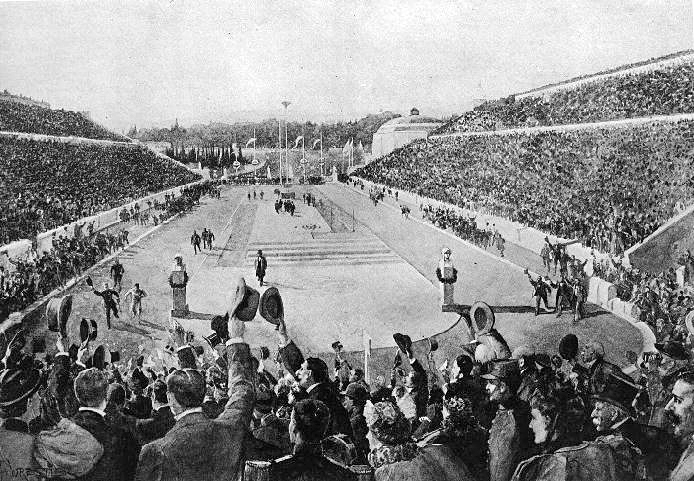
Spirídon Luïs entrant a l'estadi al final de la marató

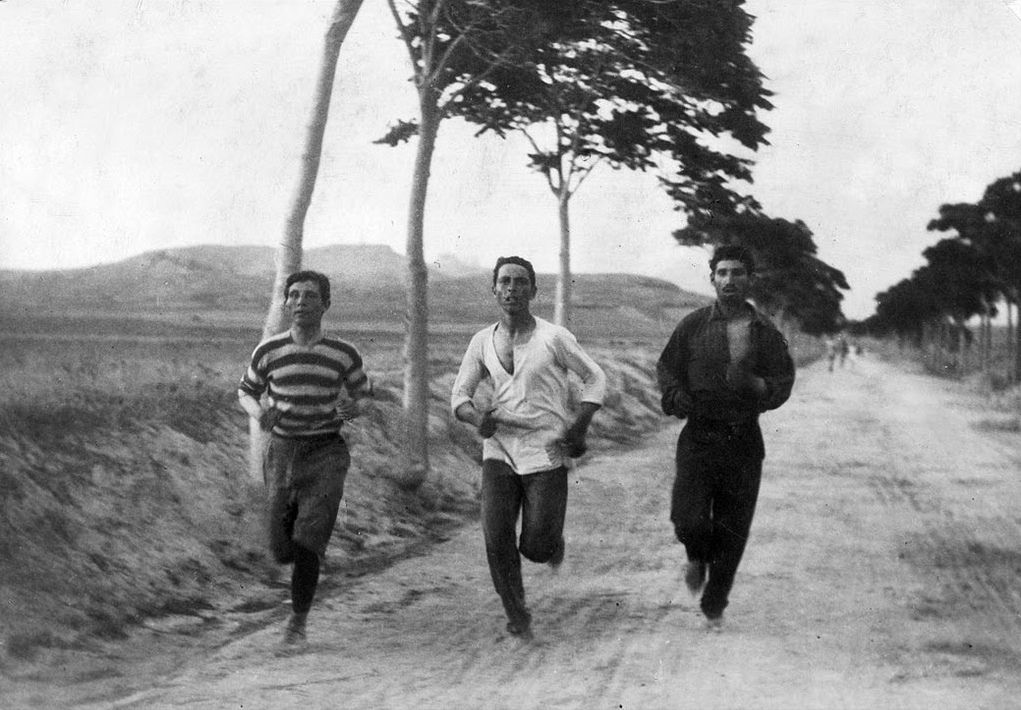
Corredors de la marató de camí cap a Atenes

La marató masculina dels Jocs Olímpics d'Atenes de 1896 fou una cursa inventada per a aquesta ocasió. Michel Bréal va pensar a fer una cursa entre les ciutats de Marató i Atenes tot recordant la llegenda de Fidipides. La primera marató que es disputà fou la classificació grega pels Jocs de 1896, sent el vencedor Kharílaos Vassilakos. En aquells moments la distància a recórrer era de 40 quilòmetres i es va disputar el cinquè dia dels Jocs.
25 atletes estaven inscrits per participar en aquesta primera marató olímpica, tot i que finalment sols 17 la van començar. El primer a agafar el lideratge de la prova fou Albin Lermusiaux. Teddy Flack i Arthur Blake el seguiren, fins que al km 23 Blake es veia obligat a abandonar. Al km 32 era Lermusiaux el que abandonava, quedant Flack en primera posició. Amb tot el grec Spirídon Luïs es posà al capdavant i fent ús d'un ritme més dur acabà per despenjar Flack, el qual esgotat després d'haver intentat mantenir el ritme abandonava a poc més de 3 km per al final.
El vencedor final de la primera marató olímpica fou Louis, en poc menys de tres hores. En segona posició arribà Vassilakos, seguit ben de prop per Spirídon Belokas i Gyula Kellner.

## Medallistes
| Or            | Plata                | Bronze        |
| Spirídon Luïs | Kharílaos Vassilakos | Gyula Kellner |

## Classificació
| Posició | Atleta                  | Temps       |
| ------- | ----------------------- | ----------- |
| Or      | Spirídon Luïs           | 2h 58' 50"  |
| Argent  | Kharílaos Vassilakos    | 3h 06' 03"  |
| Bronze  | Gyula Kellner           | 3h 06' 35"  |
| 4       | Ioannis Vrettos         | desconegut  |
| 5       | Eleitherios Papasimeon  | desconegut  |
| 6       | Dimitrios Deligiannis   | desconegut  |
| 7       | Evangelos Gerakeris     | desconegut  |
| 8       | Stamatios Masouris      | desconegut  |
| 9       | Sokratis Lagoudakis     | desconegut  |
| –       | Teddy Flack             | DNF (37 km) |
| –       | Albin Lermusiaux        | DNF (32 km) |
| –       | Ioannis Lavrentis       | DNF (24 km) |
| –       | Georgios Grigoriou      | DNF (24 km) |
| –       | Arthur Blake            | DNF (23 km) |
| –       | Ilias Kafetzis          | DNF (9 km)  |
| –       | Dimitrios Khristopoulos | DNF         |
| DESQ    | Spirídon Belokas        | 3h 06' 30"  |

DNF: no finalitza; DESQ: desqualificat